# Ernst Kluwe
Ernst Kluwe (* 29. April 1936 in Neu Pampow; † 21. Januar 2024) war ein deutscher Klassischer Archäologe.
Ernst Kluwe studierte Klassische Archäologie an der Universität Jena und wurde dort 1966 von Gerhard Zinserling promoviert. Seit 1961 war er an der Universität Jena angestellt, zunächst als wissenschaftlicher Assistent, seit 1980 als Hochschuldozent und von 1984 bis zu seinem Ruhestand 1996 als Professor für Klassische Archäologie.

## Schriften (Auswahl)
- Die Tyrannis der Peisistratiden und ihr Niederschlag in der Kunst. Studien zur Kulturpolitik der Peisistratiden. Dissertation, Jena 1966.
- (Hrsg.): Kultur und Fortschritt in der Blütezeit der griechischen Polis  (= Schriften zur Geschichte und Kultur der Antike Bd. 24). Berlin 1985.
- mit Joachim Śliwa (Hrsg.): Zur Geschichte der klassischen Archäologie Jena – Kraków. Jena 1985.
- mit Joachim Śliwa (Hrsg.): From the archaeological collections of Cracow and Jena = De rebus quibusdam quae in collectionibus archaeologicis Cracoviae et Ienae asservantur. Uniwersytet Jagielloński, Krakau 1988.